# مشاع ۵ تل‌شیراز
مشاع ۵ تل‌شیراز، روستایی از توابع بخش مرکزی شهرستان عنبرآباد در استان کرمان ایران است.

## جمعیت
این روستا در دهستان جهادآباد قرار دارد. براساس سرشماری مرکز آمار ایران در سال ۱۳۸۵، جمعیت آن ۶۲ نفر (۱۵ خانوار) و براساس سرشماری مرکز آمار ایران در سال ۱۳۹۵، جمعیت آن ۱۵ نفر (۴ خانوار) بوده‌است.